# Vincent Lê Quang Liêm
Svatý Vincent Lê Quang Liêm, O.P. (kolem roku 1732, Trà Lũ – 7. listopadu 1773, Ket Chợ) byl vietnamský římskokatolický kněz, misionář, řeholník Řádu bratří kazatelů a mučedník.

## Život
Narodil se kolem 1732 ve vesnici Trà Lũ v provincii Nam Định. Jeho matka Monica Daeon de la Cruz byla silně věřící katolička. V mládí se rozhodl zasvětit svůj život Bohu a v Tonkinu vstoupil k dominikánům. Odešel studovat do filipínské Manily na Colegio de San Juan de Letran. Po studiu a vysvěcení na kněze roku 1758 odešel zpět do Vietnamu, aby se věnoval své misionářské práci.
Když 1. října 1773 slavili křesťané svátek růžence, byl otec Vincent se svým spolubratrem otcem sv. Jacintem Castañedou Puchasónsem zajat orgány, které pronásledovaly křesťany. Po mučení byli vyzváni, aby se vzdali své víry, avšak odmítli a byli uvězněni v hlavním městě. V listopadu stejného roku byli před královským soudem odsouzeni k smrti. Poprava proběhla 7. listopadu.
Dne 19. června 1988 jej papež sv. Jan Pavel II. svatořečil ve skupině 117 vietnamských mučedníků.